# Décès en août 1917
Décès
- 1913
- 1914
- 1915
- 1916
- 1917
- 1918
- 1919
- 1920
- 1921

Pour une information complémentaire, voir la page d'aide.

| Date    | Nom         | Pays                   | Activités                                   | Âge | Source |
| ------- | ----------- | ---------------------- | ------------------------------------------- | --- | ------ |
| 27 août | Ion Grămadă | Drapeau de la Roumanie | Écrivain, historien et journaliste roumain. | 31  |        |